# Мотел Пакао
Мотел Пакао (енгл. Motel Hell) амерички је хорор филм са елементима црног хумора из 1980. године, редитеља Кевина Конора са Роријем Калхуном, Ненси Парсонс, Полом Линком и Нином Акселрод у главним улогама. Радња прати, брата и сестру, фармере и власнике мотела, који своје госте убијају и од њих праве димљено месо.
Због ниског буџета, оригинална идеја да се направи озбиљан филм о канибализму је одбачена, па зато крајња верзија представља сатиру култних слешера, као што су Психо (1960) и Тексашки масакр моторном тестером (1974). Премијерно је приказан 18. октобра 1980. Добио је претежно позитивне оцене критичара и зарадио 6,3 милиона долара са двоструко мањим буџетом.
Ненси Парсонс је била номинована за Награду Сатурн за најбољу споредну женску улогу.

## Радња
Брат и сестра, Винсент и Ајда Смит, заједно воде мотел, по имену Motel Hello, коме често у светлећој реклами не ради последње слово, па се добија Motel Hell, у преводу Мотел Пакао. Они такође имају и споредни бизнис, а то је продаја димљеног меса, међутим нико не зна да је то месо заправо људско.

## Улоге
| Глумац           | Улога           |
| ---------------- | --------------- |
| Рори Калхун      | Винсент Смит    |
| Ненси Парсонс    | Ајда Смит       |
| Пол Линк         | шериф Брус Смит |
| Нина Акселрод    | Тери            |
| Волфман Џек      | свештеник Били  |
| Елејн Џојс       | Едит Олсон      |
| Дик Кертис       | Гај Робејр      |
| Моник Сент. Пјер | Деби            |
| Розан Кејтон     | Сузи            |
| Џон Раценберг    | бубњар          |
| Еверт Крич       | Бо Тулински     |